# Contea di Zhag'yab
Zhag'yab (察雅縣T; 察雅县S; Cháyǎ XiànP) è una contea cinese della prefettura di Qamdo nella Regione Autonoma del Tibet.  Nel 1999 la contea contava 51.730 abitanti.
La contea è ricca di risorse naturali, come ferro, rame, piombo, carbone e altri minerali.

## Geografia antropica

### Centri abitati
- Yêndum 烟多镇 (tib. Endün)
- Gyitang 吉塘镇 (tib. Chithang)
- Zhamdum 香堆镇 (tib. Jamdün)
- Zongsha 宗沙乡
- Kentong 肯通乡
- Kagong 卡贡乡
- Guangda 扩达乡
- Xinka 新卡乡
- Wangka 王卡乡
- Aze 阿孜乡
- Bari 巴日乡
- Rongzhub 荣周乡
- Zhagra 察拉乡